# Iduna
Genre
Synonymes
- Hippolais Conrad von Baldenstein, 1827[2]

Iduna est un genre de passereaux de la famille des Acrocephalidae. Il comprend six espèces d'hypolaïs et de chloropètes.

## Répartition
Ce genre se trouve à l'état naturel en 
Afrique,,,, en Asie,, et en Europe,,.

## Liste des espèces
Selon la classification de référence du Congrès ornithologique international (version 8.1, 2018) :
- Iduna caligata (Lichtenstein, MHK, 1823) — Hypolaïs bottée, Hippolaïs russe
- Iduna natalensis (Smith, A, 1847) — Chloropète jaune, Chloropète du Natal, Fauvette jaune commune, Gobemouche jaune, Hypolaïs jaune, Jaunerolle jaune
  - Iduna natalensis batesi (Sharpe, 1905)
  - Iduna natalensis major (Hartert, 1904)
  - Iduna natalensis massaica (Fischer, GA & Reichenow, 1884)
  - Iduna natalensis natalensis (Smith, A, 1847)
- Iduna opaca (Cabanis, 1850) — Hypolaïs obscure
- Iduna pallida (Hemprich & Ehrenberg, 1833) — Hypolaïs pâle
  - Iduna pallida alulensis (Ash, Pearson, DJ & Bensch, 2005)
  - Iduna pallida elaeica (Lindermayer, A, 1843)
  - Iduna pallida laeneni (Niethammer, 1955)
  - Iduna pallida pallida (Hemprich & Ehrenberg, 1833)
  - Iduna pallida reiseri (Hilgert, 1908)
- Iduna rama (Sykes, 1832) — Hypolaïs rama, Hypolaïs de Sykes
- Iduna similis (Richmond, 1897) — Chloropète de montagne, Chloropète des bambous, Fauvette jaune à montagne, Hypolaïs de montagne, Jaunerolle de montagne